# ラッジ・ドゥクレ
ラッジ・ドゥクレ (Ladji Doucouré、1983年3月28日-)は、フランスの陸上競技選手で、110メートルハードルの選手である。マリ人の父とセネガル人の母との間にジュヴィシー＝シュル＝オルジュで生まれた。
2004年アテネオリンピックでは、終盤まで劉翔と競り合っていたが、最終ハードルでバランスを崩し、8位であった。
2005年の世界陸上選手権では、劉翔、アレン・ジョンソンといった強豪を抑え、金メダルを獲得した。
また、この大会の4×100mリレーでも第1走者として走り、金メダルを獲得している。

## 主な実績
| 年度 | 大会                               | 種目         | 場所                           | 結果 | 記録   |
| ---- | ---------------------------------- | ------------ | ------------------------------ | ---- | ------ |
| 1999 | 世界ユース陸上選手権               | 110mハードル | ブィドゴシュチュ（ポーランド） | 1位  | 13秒26 |
| 2000 | 世界ジュニア陸上選手権             | 110mハードル | サンティアゴ（チリ）           | 3位  | 13秒84 |
| 2003 | 世界室内陸上選手権                 | 60mハードル  | バーミンガム（イギリス）       | 4位  | 7秒58  |
| 2004 | オリンピック                       | 110mハードル | アテネ（ギリシャ）             | 8位  | 13秒76 |
| 2005 | 世界陸上選手権                     | 110mハードル | ヘルシンキ（フィンランド）     | 1位  | 13秒07 |
| 2005 | 世界陸上選手権                     | 4×100mリレー | ヘルシンキ（フィンランド）     | 1位  | 38秒08 |
| 2005 | IAAFワールドアスレチックファイナル | 110mハードル | モンテカルロ（モナコ）         | 6位  | 13秒27 |
| 2007 | IAAFワールドアスレチックファイナル | 110mハードル | シュトゥットガルト（ドイツ）   | 5位  | 13秒27 |
| 2008 | オリンピック                       | 110mハードル | 北京（中華人民共和国）         | 4位  | 13秒24 |

## 自己ベスト
- 60mH　　7秒42　（2005年2月26日）
- 110mH　12秒97　（2005年7月15日）